# نوپسرها فلاوواپیکالیس
نوپسرها فلاوواپیکالیس یک گونه سوسک از خانوادهٔ سوسک‌های شاخک‌دراز است. استفان فون برونینگ در سال ۱۹۵۰ این گونه را توصیف و بررسی کرد. این گونه در کشور ویتنام یافت شده است.